# Come ti ammazzo l'ex
Come ti ammazzo l'ex (ExTerminators) è un film del 2009 diretto da John Inwood.
È una commedia nera con protagonista Heather Graham.

## Trama
Mentre frequenta un corso per il controllo della rabbia, Alex incontra Stella, Nikki e Kim. Il gruppo è formato da donne che hanno perso le staffe a causa di uomini troppo prevaricatori o violenti. Quando Kim, in un pub, viene aggredita e picchiata dal marito, Alex e le altre due amiche decidono di vendicarla, cercando di speronare con la loro auto quella del marito di Kim. Durante questo tentativo di vendetta, l'auto del marito di Kim finisce fuori strada e l'uomo perde la vita. Per Kim è l'inizio di una nuova vita e, anche se velatamente, ringrazia le amiche pagandole per il servizio. La morte dell'uomo viene riconosciuta dalla polizia come un incidente causato dallo stato d'ebbrezza.
In seguito lo spirito vendicatore di Stella e Nikki si accentua, arrivando ad istituire un'agenzia sterminatrice di ex mariti, il tutto sotto gli occhi di un'inizialmente ignara Alex. La situazione si aggrava quando Alex comincia a frequentare Dan, un affascinante poliziotto che indaga sulla serie di omicidi messi in atto da Stella e Nikki.

## Produzione
Le riprese del film sono avvenute integralmente a Austin (Texas).

## Distribuzione
La pellicola venne presentata al Southwest Film Festival il 13 marzo 2009. In Italia è stato distribuito il 7 dicembre 2012.